# Wippenham
Wippenham è un comune austriaco di 556 abitanti nel distretto di Ried im Innkreis, in Alta Austria.